# Jean-Claude Labonte
Jean-Claude Labonte (* 23. September 1957) ist ein ehemaliger seychellischer Boxer.

## Sport
Labonte trat bei den Olympischen Sommerspielen 1984 in Los Angeles an. Im Leichtgewicht kam er auf Rang 17.